# Lewis Nkosi
Lewis Nkosi, född 5 december 1936 i Durban, död 5 september 2010 i Johannesburg, var en sydafrikansk författare och journalist som sedan 1960 levde i exil.

## Biografi
Redan som nittonåring började Nkosi 1955 skriva för Natal Sun, och från 1956 arbetade han för den populära svarta tidskriften Drum. Han tilläts 1960 lämna landet för att studera journalistik vid Harvarduniversitetet, mot löfte att aldrig återvända. Han kallade strax innan han reste livet under apartheid för ”en daglig övning i det absurda.” På 1960-talet bodde Nkosi flera år i London, där han var litterär redaktör för The New African. På 1970-talet flyttade han till Lusaka i Zambia och undervisade i litteratur vid universitetet. Senare kom han till Laramie i Wyoming.
Essäer och artiklar av Nkosi har tryckts i välkända tidskrifter och tidningar som The New Yorker, The Spectator, The Guardian, The Observer och Africa Report. Ett urval av essäer är utgivna i Home and Exile (1964), The Transplanted Heart (1974) och Tasks and Masks: Themes and Styles of African Literature (1981).
1986 utkom hans debutroman Mating Birds (Parningslek, 1986). Den behandlar raslagarnas inflytande på förhållandet mellan man och kvinna. En svart man som våldtar en vit kvinna straffas med dödsstraff. Underground People (2002) handlar om motståndet mot apartheid. 2006 gav han ut romanen Mandela’s Ego.
Nkosi har skrivit även flera pjäser, till exempel The Rhythm of Violence 1964, som behandlar polisbrutalitet och rasmotsättningar, och The Black Psychiatrist (2001). Nkosi avled den 5 september 2010, efter en lång tids sjukdom.